# Memorial da Medicina Brasileira
O Memorial da Medicina Brasileira é um monumento comemorativo que salvaguarda parte da história da medicina no Brasil. Está localizado no complexo arquitetônico da Faculdade de Medicina da Bahia, na Praça do Terreiro de Jesus, Pelourinho, Salvador, Bahia, Brasil. Foi criado em 1982 e pertence à Faculdade de Medicina da Bahia (FMB), da UFBA.
Está localizado na sede da primeira instituição de ensino superior do Brasil, onde também sediou o Colégio dos Jesuítas (anexo a Catedral-Basílica), fundado pelo padre Manuel da Nóbrega em 1550, considerado a primeira instituição de ensino do Brasil.
Seu acervo conta com cerca de 8.000.000 de páginas de documentos históricos, incluindo teses, registros de matrícula, livros raros e especiais dos séculos XVI ao XX, alguns em latim. Destaca-se ainda a pinacoteca, com mais de 200 retratos de professores da Faculdade pintados por artistas baianos, além do mobiliário histórico.